# Antwerpsche Autobussen
De Antwerpsche Autobussen, afkorting A.A., ook wel bekend als Autobus anversois S.A. was een vervoerbedrijf dat stads- en streekvervoer exploiteerde in de gemeente Antwerpen en in delen van de provincie Antwerpen.

## Geschiedenis
In september 1926 werd de A.A. opgericht als dochterbedrijf van de CGTA. De CGTA exploiteerde in 1925 al een buslijn en in 1926 kregen ze een vergunning dat eerder in handen was van de Autobus Belges. Als antwoord daarop richtte CGTA het bedrijf Autobus anversois S.A. of Antwerpsche Autobussen op. Kort daarna werden de vergunningen van CGTA overgenomen door Tramways d'Anvers
Nadat Autobus Belges zijn verdiensten moest staken nam de A.A. hun wagenpark en garage over. Acht van deze bussen zouden in de loop van 1926 tot 1930 worden omgebouwd tot trolleybussen. Vanaf 1932 begon de A.A. het wagenpark te vernieuwen. Omdat de lijnen naar de haven die in dienst waren van de A.A. sterk verlieslijdend waren, kampte de maatschappij met langdurige verliezen. Omdat ook de toelages van de stad niet voldoende waren om deze verliezen te dekken werd er gewerkt aan een krediet bij Electrafina, het vroegere CGTA.
In 1933 werd het beheer van het bedrijf overgenomen door Tramways d'Anvers en vanaf 1934 werden er enkele buslijnen en garages overgenomen van andere vervoersmaatschappijen. In 1940 omvatte het wagenpark van A.A. 36 eenheden, maar werden in de begindagen van de oorlog allemaal, op vier exemplaren na, door het Belgische leger opgeëist. In 1941 werden de laatste vier exemplaren ook aangeslagen of verschroot. Dit eiste een zware tol na de Tweede Wereldoorlog wat betekende dat A.A. al haar buslijnen moest gaan verpachten aan andere exploitanten. In 1944 konden enkele buslijnen opnieuw worden opgestart. Daarnaast was A.A. ook buspachter van NMVB en NMBS, maar ook deze lijnen werden doorverpacht.
De CGTA begon vanaf 1 januari 1900 t/m 1926 het samengevoegde in de regio Antwerpen te exploiteren. Dit werd langzamerhand geëlektrificeerd en uitgebreid. De vergunningen liepen t/m 1945 en de CGTA vroeg om in de beginjaren om een verlenging van tien jaar. Dit werd door de Ministerie van Landbouw goedgekeurd maar vanuit het Antwerpse stadsbestuur kwam een negatief advies naar voren. In 1925 exploiteerde CGTA voor het eerst een aantal bussen op een nieuw opgerichte buslijn in de stad Antwerpen. Dit regime van verpachtingen bleef bestaan tot 1952 toen T.O.A. de vergunningen van A.A. en Tramways d'Anvers overnam. Vanaf 1951 t/m oktober 1952 bleef A.A. enkel nog concessiehouder van enkele lijnen van NMVB en NMBS. In oktober 1952 werden deze vergunningen echter direct doorverpacht naar een andere exploitant. Aangezien de A.A. nu geen enkele lijn meer uitbaatte was haar bestaan zinloos geworden. In 1957, het jaar van ontbinding, waren de verliezen opgelopen tot een slordige 17,49 miljoen Frank.

## Exploitatie
A.A. exploiteerde verschillende en buslijnen regio Antwerpen. Dit gebeurde veelal met het oude materiaal van voorgaande vervoerders en met veel nieuw materiaal. Naast eigen exploitatie verpachte MIVA ook enkele buslijnen aan een aantal pachters en vanaf 1944 werden er alleen nog maar lijnen doorverpacht.